# Clepsis ingenua
Clepsis ingenua es una especie de polilla del género Clepsis, categorizada en la tribu Archipini, de la subfamilia Tortricinae.

## Distribución
Se distribuye por India.

## Taxonomía
Fue descrita por Meyrick en 1912 y publicada en (Epichorista), Exotic Microlepid. 1: 9.